# Larry Pierce
Dallas "Larry" Pierce (Indianápolis, Indiana, 5 de agosto de 1936 – Berg-Kampenhout, Bélgica, 15 de fevereiro de 1961) foi um patinador artístico americano, que competiu na dança no gelo. Ele foi medalhista de prata do campeonato nacional americano e quinto colocado no Campeonato Mundial em 1960 com Marilyn Meeker. Em 1961, com Diane Sherbloom, foi campeão do campeonato nacional americano e quarto colocado no Campeonato Norte-Americano.
Pierce morreu no acidente com o voo Sabena 548 nas imediações do Aeroporto de Bruxelas, quando viajava junto com a delegação dos Estados Unidos para disputa do Campeonato Mundial que iria acontecer em Praga, na Tchecoslováquia.

## Principais resultados

### Com Diane Sherbloom
| Resultados                    | Resultados      | Resultados    | Resultados    | Resultados    | Resultados    | Resultados    | Resultados    | Resultados    | Resultados    | Resultados    | Resultados    | Resultados    | Resultados    | Resultados    |
| Internacional                 | Internacional   | Internacional | Internacional | Internacional | Internacional | Internacional | Internacional | Internacional | Internacional | Internacional | Internacional | Internacional | Internacional | Internacional |
| Evento/Temporada              | 1960– 1961      |               |               |               |               |               |               |               |               |               |               |               |               |               |
| ----------------------------- | --------------- | ------------- | ------------- | ------------- | ------------- | ------------- | ------------- | ------------- | ------------- | ------------- | ------------- | ------------- | ------------- | ------------- |
| Campeonato Norte-Americano    | 4.º             |               |               |               |               |               |               |               |               |               |               |               |               |               |
| Nacional                      |                 |               |               |               |               |               |               |               |               |               |               |               |               |               |
| Campeonato dos Estados Unidos | Medalha de ouro |               |               |               |               |               |               |               |               |               |               |               |               |               |
|                               |                 |               |               |               |               |               |               |               |               |               |               |               |               |               |

### Com Marilyn Meeker
| Resultados                             | Resultados        | Resultados      | Resultados       | Resultados    | Resultados    | Resultados    | Resultados    | Resultados    | Resultados    | Resultados    | Resultados    | Resultados    | Resultados    | Resultados    |
| Internacional                          | Internacional     | Internacional   | Internacional    | Internacional | Internacional | Internacional | Internacional | Internacional | Internacional | Internacional | Internacional | Internacional | Internacional | Internacional |
| Evento/Temporada                       | 1957– 1958        | 1958– 1959      | 1959– 1960       |               |               |               |               |               |               |               |               |               |               |               |
| -------------------------------------- | ----------------- | --------------- | ---------------- | ------------- | ------------- | ------------- | ------------- | ------------- | ------------- | ------------- | ------------- | ------------- | ------------- | ------------- |
| Campeonato Mundial                     |                   |                 | 5.º              |               |               |               |               |               |               |               |               |               |               |               |
| Nacional                               |                   |                 |                  |               |               |               |               |               |               |               |               |               |               |               |
| Campeonato dos Estados Unidos          |                   |                 | Medalha de prata |               |               |               |               |               |               |               |               |               |               |               |
| Campeonato dos Estados Unidos – Júnior | Medalha de bronze | Medalha de ouro |                  |               |               |               |               |               |               |               |               |               |               |               |
|                                        |                   |                 |                  |               |               |               |               |               |               |               |               |               |               |               |